# Gdańska Fabryka Wagonów
Gdańska Fabryka Wagonów (Waggonfabrik Danzig, Deutsche Wagenbau- und Leihgesellschaft mbH, Danziger Waggonfabrik AG) – przedsiębiorstwo z siedzibą w Gdańsku przy Broschkischerweg 1–2 (obecna ul. Wiślna), na terenie późniejszej Stoczni Północnej, działające w latach 1898–1945. Przedsiębiorstwo zajmowało się produkcją wagonów kolejowych, tramwajów i trolejbusów.

## Historia

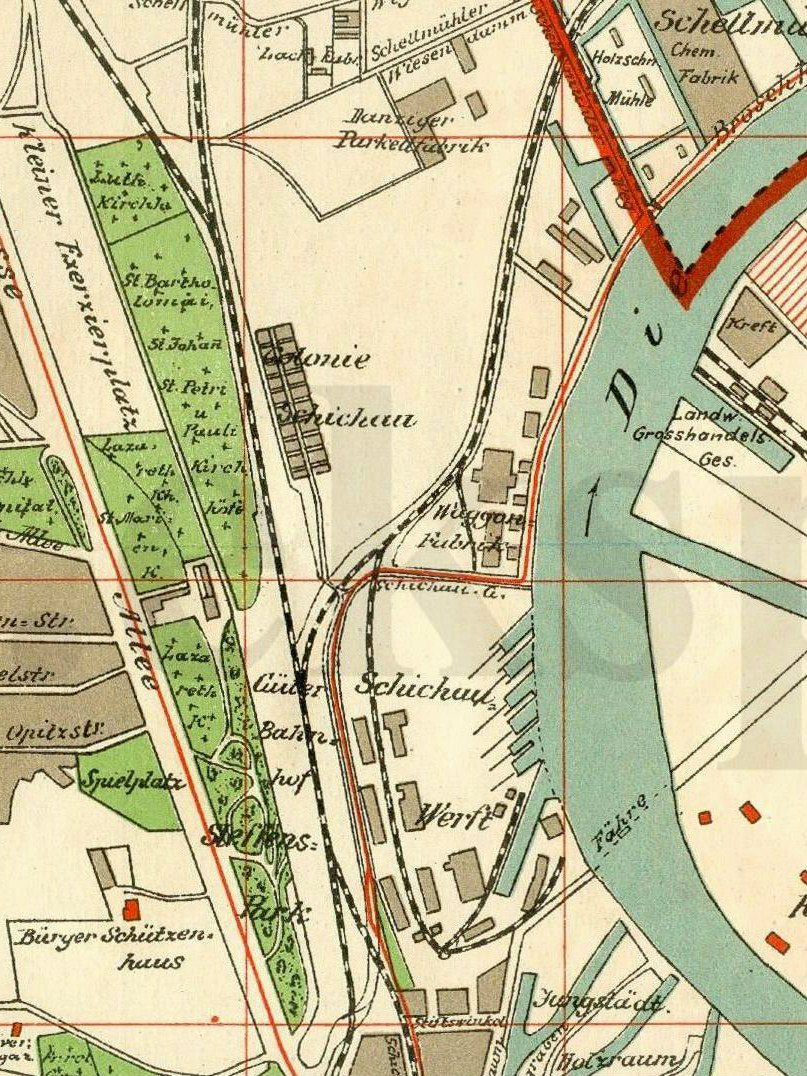
Fabryka na planie z 1912

Przedsiębiorstwo zostało założone w 1898 z kapitału Niemieckich Zakładów Stalowych (Deutsche Stahlwerke GmbH) z siedzibą w Essen, działalność rozpoczęło 10 października 1899. Początkowo produkowano ok. 600 wagonów towarowych i 80 pasażerskich III i IV klasy (o nadwoziu drewnianym). Zatrudnienie wzrastało (w 1899 było 150 pracowników, w 1906 – 533, w 1910 – 430), rosła także produkcja. Od 1925 produkowano tramwaje (wagony silnikowe i doczepne) dla Gdańska, od 1928 dla Warszawy (pierwsza partia w 1929 – 26 pojazdów, w 1930 – 21, ostatnia dostawa 20 wozów miała miejsce w 1939). W pierwszych latach II wojny światowej tramwaje z Gdańska (typ K) sprzedawano też do Berlina. W latach 1942–43 produkowano trolejbusy na podwoziach Henschel z silnikami AEG. W 1943 10 pierwszych trolejbusów (w związku z ograniczeniami materiałowymi spowodowanymi wojną pierwotnie planowanych do użycia na gdańskich liniach, w miejsce droższych w eksploatacji tramwajów) stało się zaczątkiem komunikacji trolejbusowej w Gdyni. Trolejbusy te miały numery od 201 do 210 i były wyposażone w przyczepy pasażerskie, również wyprodukowane w gdańskiej fabryce.
W latach 1944–45 produkowano na zlecenie Kriegsmarine ścigacze (dł. 34,9 m, silniki 7500 KM, wyporność ok. 100 ton, prędkość maksymalna 42 węzły). Zwodowano 8 jednostek, planowano dalsze 90. Wytwarzano tutaj także bezzałogowe, zdalnie sterowane łodzie wypełnione materiałami wybuchowymi, Sprengboot.
W latach 1942–45 przy ul. Twardej (Schellmuhler Wiesendamm) czynny był obóz pracy przymusowej (Waggonfabrik-Lager), w którym znajdowało się ok. 200 polskich robotników. Wieczorem 28 marca 1945 roku, po uroczystościach przed Dworem Artusa, tereny fabryki zabezpieczali żołnierze z 1 Brygady Pancernej im. Bohaterów Westerplatte. W czerwcu 1945 na miejscu fabryki powołano do działania Stocznię nr 3 (obecnie Stocznia Północna).

## Produkowane pojazdy
- Tramwaj elektryczny Bergmann Heubuder (1927)
- Tramwaj elektryczny Tw269 Ring (1930)
- Wagon tramwajowy typu K (Berlinka) (wybrane egzemplarze)